# Der Brief (1966)
Der Brief ist ein deutsches Filmexperiment aus dem Jahre 1966 von und mit Vlado Kristl (als der Briefzusteller) mit Laien als Darstellern, darunter die Regiekollegen Klaus Lemke, Franz-Josef Spieker, George Moorse sowie alle vier Schamoni-Brüder als Sargträger.

## Handlung
Der allen Sehgewohnheiten widersprechende Film, ohne eigentliche Handlung, ist wie ein inszenatorisches Experiment angelegt, dem sein Augenmerk nicht einem wie auch immer gearteten Hauptgeschehen gilt, sondern sich an Beiläufigkeiten aller Arten orientiert und damit sämtlichen gängigen Erzählstrukturen und Bildabläufen widerspricht. Der Handlungsrahmen zeigt einen Mann namens Herr T., der einen Brief findet, woraufhin er sich auf die Suche nach dem angegebenen Empfänger macht. Die beliebig komponiert wirkenden Szenerien verschreiben sich immer wieder unerwarteten Absurditäten, etwa, wenn ein blinder Gärtner einen Kiesweg mäht oder ein Stadtguerillero mit Anspruch auf die Weltrevolution beim Straßenkampf einem Fremden, der ihn nach dem Weg fragt, höflich eine sehr verwirrende Auskunft gibt oder wenn sich die Besucher eines Cafés, anstatt gepflegte Konversation über die Banalitäten des Lebens zu betreiben, sich völlig unerwarteterweise gegenseitig anspucken. Am Ende erfährt der Zuschauer, dass Herr T. mit dem titelgebenden Brief sein eigenes Todesurteil, die Hinrichtung, zustellt.

## Produktionsnotizen
Der Brief wurde in nur zwei Wochen abgedreht und am 25. November 1966 in Berlin uraufgeführt. Der Film lief auch am 24. Mai 1968 im Rahmen der Hofer Filmtage.
Hans-Jürgen Tögel assistierte Regisseur Kristl, Petrus Schloemp assistierte Chefkameramann Wolf Wirth.

## Kritiken
„Für begeisterte Anhänger Kristls … ist dies u. a. ein Versuch zur Destruktion der Zeit.  Aber es überwiegt der Eindruck einer Zufälligkeit, die nichts anderes vermittelt als – Zufälligkeit.“

„Filmisches Experiment, das eine aus den Fugen geratene, von Sinnlosigkeit und Gewalt geprägte Welt auch in der künstlerischen Form durch Verzicht auf eine klassische Dramaturgie, diskontinuierliche Kameraführung etc. spiegelt. Aus heutiger Sicht in erster Linie filmhistorisch interessant.“
„Ein anti-avantgardistischer Film, an dem man sich die Augen verderben kann (und vielleicht auch die eigene Moral). Die Anweisung an den Kameramann lautete: nie auf das Hauptgeschehen draufhalten, immer auf das Nebensächliche, Beiläufige. Die Kamera ist also ständig in Bewegung. (…) Froh macht auch (das ist der Kristl’sche Hinterhalt), dass alles Böse völlig ungehemmt rausgelassen werden kann: Flüche, Schimpfkanonaden, sprachliche Kunstwerke an Pöbeleien und Beschimpfungen.“